# ساتونی

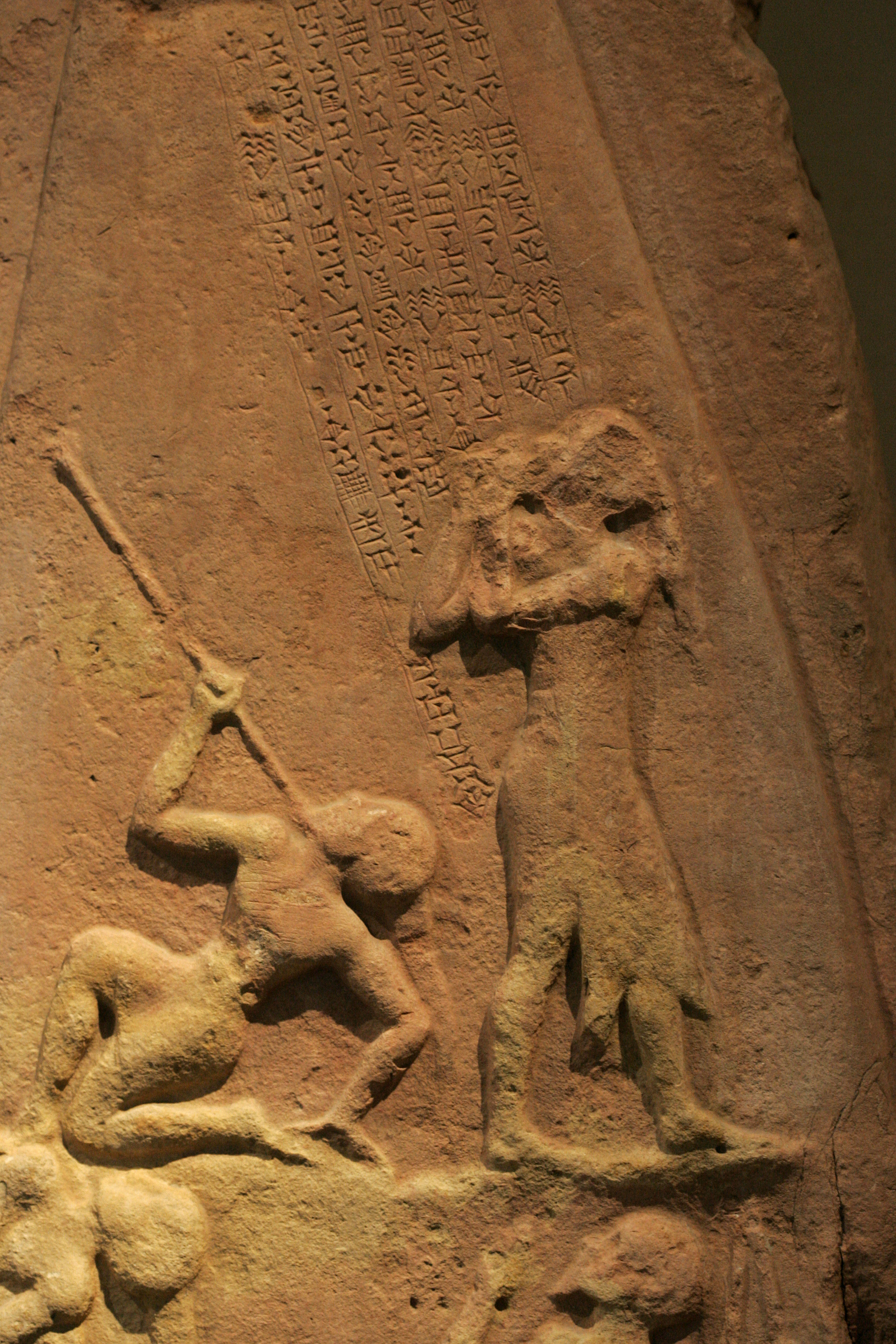
بخشی از سنگ‌نبشته پیروزی نارام‌سین که شکست لولوبی‌ها به رهبری ساتونی را نشان می‌دهد. ساتونی در سمت راست ایستاده و از شاه اکدی می‌خواهد که او را بی‌ضرر بگذارد.

ساتونی (به انگلیسی: Satuni، اکدی: 𒊓𒌅𒉌) پادشاه لولوبی در ۲۲۷۰ پیش از میلاد بود. او پس از آنوبانینی، حاکم لولوبی‌ها شده بود.
او توسط نارامسین اکدی نوهٔ سارگون، شکست خورد و این پیروزی نارامسین در کتیبه او ذکر شده است.